# 道氏狗母魚
道氏狗母魚（学名：Synodus doaki），又名花身狗母魚、狗母梭、錦鱗蜥魚，為輻鰭魚綱仙女魚目合齒魚亞目合齒魚科的其中一種，分布於印度太平洋區，從東非至夏威夷群島海域，棲息深度9-260公尺，體長可達28公分，為底棲性魚類，生活在沙底質礁石區，屬肉食性，生活習性不明。